# Thomas Newcomen
Thomas Newcomen (født 12. februar 1663, død 5. august 1729) var den oprindelige opfinder af dampmaskinen, men hans ide blev udviklet og finpudset af James Watt, som senere fik æren for opfindelsen. Thomas Newcomen omtales ofte som den person, der satte gang i den industrielle revolution.